# Journal of Hand Therapy
Das Journal of Hand Therapy, abgekürzt J. Hand Ther., ist eine wissenschaftliche Fachzeitschrift, die vom Elsevier-Verlag im Auftrag der American Society of Hand Therapists veröffentlicht wird. Die Zeitschrift erscheint mit acht Ausgaben im Jahr. Es werden Arbeiten veröffentlicht, die sich mit chirurgischen Eingriffen an der Hand beschäftigen.
Der Impact Factor lag im Jahr 2014 bei 2,000. Nach der Statistik des ISI Web of Knowledge wird das Journal mit diesem Impact Factor in der Kategorie Chirurgie an 76. Stelle von 198 Zeitschriften, in der Kategorie Orthopädie an 26. Stelle von 72 Zeitschriften und in der Kategorie Rehabilitation an 14. Stelle von 64 Zeitschriften geführt.